# Halogeton sativus
Halogeton sativus es una especie de planta con flor de la familia Amaranthaceae. 
Es una especie iberoafricana, autóctona de Marruecos, Argelia y el sureste de la península ibérica,  donde crece en terrenos cargados de sal. Muy rica en carbonato de sodio, fue cultivada en el sureste de España hasta el siglo XVIII para la producción de la barrilla, con la que se fabricaban jabón, cristales y espejos.